# Mistrovství Československa v atletice 1987
Mistrovství Československa mužů a žen v atletice 1987 v kategoriích mužů a žen se konalo v sobotu 15. srpna a v neděli 16. srpna v Třinci a bylo poslední možností ke splnění kvalifikačních limitů na Mistrovství světa v atletice 1987 v Římě. 
Na mistrovství nestartoval Jan Železný. Mistři světa z roku 1983 tentokrát na zlaté medaile nedosáhli. Jarmila Kratochvílová získala v běhu na 800 m pouze stříbrnou medaili, stejně jako ve vrhu koulí Helena Fibingerová. V hodu diskem zvítězil Gejza Valent a Imrich Bugár získal stříbrnou medaili.

## Československé rekordy
Na mistrovství tentokrát nebyl překonán žádný československý rekord, i když Aleš Höffer v běhu na 110 m př. zůstal jen sedm setin sekundy za rekordem.

## Medailisté

### Muži
| Soutěž         | Zlato                                                                           | Stříbro                                                                   | Bronz                                                                       |
| 100 m          | Jiří Valík 10,52                                                                | Jiří Mezihorák 10,59                                                      | Ľuboš Chochlík Josef Lomický oba 10,65                                      |
| 200 m          | Josef Lomický 21,14                                                             | Jiří Valík 21,51                                                          | Ivo Rýznar 21,51                                                            |
| 400 m          | Ľuboš Balošák 45,85                                                             | Jindřich Roun 46,83                                                       | Dušan Malovec 47,21                                                         |
| 800 m          | Marcel Theer 1:48,59                                                            | Milan Drahoňovský 1:49,44                                                 | Petr Nechanický 1:50,33                                                     |
| 1500 m         | Jan Kraus 3:44,00                                                               | Zdeněk Dúbravčík 3:44,68                                                  | Milan Drahoňovský 3:44,94                                                   |
| 5000 m         | Zdeněk Mezuliáník 14:03,78                                                      | Lubomír Tesáček 14:07,71                                                  | Zdeněk Moravčík 14:16,40                                                    |
| 10 000 m       | Martin Vrábeľ 28:26,58                                                          | Zdeněk Moravčík 29:19,87                                                  | Petr Pipa 29:49,21                                                          |
| 110 m př.      | Aleš Höffer 13,60                                                               | Jiří Hudec 13,86                                                          | Pavel Šáda 13,96                                                            |
| 400 m př.      | Jozef Kucej 51,05                                                               | Stanislav Návesňák 51,25                                                  | Daniel Hejret 51,77                                                         |
| 3000 m př.     | Luboš Gaisl 8:36,67                                                             | Jiří Švec 8:42,53                                                         | Stanislav Štít 8:45,02                                                      |
| 4 × 100 m      | Pavel Holomek Jindřich Roun Karel Kopeček Zbyněk Vinš Sparta Praha 40.60        | Róbert Széli Josef Lomický Milan Gombala Zdeněk Hanáček Dukla Praha 41.25 | Jiří Krzystek Stanislav Sajdok Jaroslav Walach Radim Pavlík TŽ Třinec 43.41 |
| 4 × 400 m      | Karel Kopeček Zbyněk Vinš Stanislav Návesňák Jindřich Roun Sparta Praha 3:11.49 | Milan Souček Marcel Theer Josef Zwolinský Pavel Hýsek Dukla Praha 3:13.38 | Petr Nechanický Daniel Hejret Martin Chrdle Jiří Janoušek RH Praha 3:14.47  |
| Skok do výšky  | Róbert Ruffíni 230 cm                                                           | Ján Zvara 218 cm                                                          | Josef Hrabal 218 cm                                                         |
| Skok o tyči    | Zdeněk Lubenský 540 cm                                                          | František Jansa 530 cm                                                    | Vlastimil Jukl 520 cm                                                       |
| Skok daleký    | Ivo Krsek 803 cm                                                                | Róbert Széli 786 cm                                                       | Milan Gombala 768 cm                                                        |
| Trojskok       | Ivan Slanař 17,07 m                                                             | Milan Mikuláš 16,79 m                                                     | Ivo Bilík 16,23 m                                                           |
| Vrh koulí      | Remigius Machura 20,75 m                                                        | Richard Navara 19,82 m                                                    | Jozef Lacika 19,33 m                                                        |
| Hod diskem     | Gejza Valent 65,72 m                                                            | Imrich Bugár 64,14 m                                                      | Stanislav Kovář 58,58 m                                                     |
| Hod kladivem   | Pavel Sedláček 65,96 m                                                          | Josef Matoušek 65,94 m                                                    | Miroslav Vričan 65,68 m                                                     |
| Hod oštěpem    | Zdeněk Adamec 79,44 m                                                           | Vladimír Daněk 74,94 m                                                    | Zdeněk Nenadál 72,06 m                                                      |
| Desetiboj      | Věroslav Valenta 7922 bodů                                                      | Martin Machura 7546 bodů                                                  | Roman Hrabaň 7307 bodů                                                      |
| Chůze na 20 km | Roman Mrázek 1:21,27                                                            | Pavol Blažek 1:21,36                                                      | Pavol Szikora 1:23,20                                                       |

### Ženy
| Soutěž         | Zlato                                                                                  | Stříbro                                                                              | Bronz                                                                                          |
| 100 m          | Monika Špičková 11,82                                                                  | Daniela Weegerová 12,00                                                              | Helena Trojancová 12,09                                                                        |
| 200 m          | Monika Špičková 24,30                                                                  | Daniela Weegerová 24,70                                                              | Jana Mrovcová 24,95                                                                            |
| 400 m          | Alena Paříková 53,78                                                                   | Jana Mrovcová 54,55                                                                  | Helena Dziurová 55,03                                                                          |
| 800 m          | Gabriela Sedláková 2:00,42                                                             | Jarmila Kratochvílová 2:00,74                                                        | Petra Pokorná 2:06,28                                                                          |
| 1500 m         | Jana Červenková 4:22,87                                                                | Ivana Vopatová 4:24,28                                                               | Zuzana Medveďová 4:27,29                                                                       |
| 3000 m         | Jana Kučeríková 9:18,44                                                                | Monika Hamhalterová 9:20,50                                                          | Miriam Kautová 10:13,66                                                                        |
| 10 000 m       | Silvia Pajanová 35:26,40                                                               | Ivana Môciková 36:10,25                                                              | Valja Vaňkátová 36:12,93                                                                       |
| 100 m př.      | Milena Tebichová 14,14                                                                 | Vanda Nováková 14,21                                                                 | Jana Petříková 14,24                                                                           |
| 400 m př.      | Blanka Háková 59,91                                                                    | Hana Mikalová 61,39                                                                  | Anna Šulcová 62,21                                                                             |
| 4 × 100 m      | Iveta Tesařová Pavlína Karnovská Zuzana Lajbnerová Helena Trojancová VŠ Praha 47.82    | Radka Texlová Daniela Weegerová Naděžda Bónová Iveta Prellerová Slavia Praha 48.12   | Pavla Tymočová Jana Mrovcová Renata Černochová Lucie Moszkorzová TJ Vítkovice 48.35            |
| 4 × 400 m      | Petra Pokorná Zuzana Lajbnerová Jana Červenková Jarmila Kratochvílová VŠ Praha 3:49.04 | Bohumila Lukasová Hana Rompalová Anna Šulcová Lucie Moszkorzová TJ Vítkovice 3:55.40 | Jana Pěnkavová Kamila Kortišová Barbora Fišarová Monika Mezuliáníková-Srnková RH Praha 4:01.20 |
| Skok do výšky  | Zdeňka Svatošová 185 cm                                                                | Lenka Brokešová Yvona Tichopádová obě 175 cm                                         | –                                                                                              |
| Skok daleký    | Eva Murková 604 cm                                                                     | Vanda Nováková 597 cm                                                                | Ludmila Jimramovská 584 cm                                                                     |
| Vrh koulí      | Soňa Vašíčková 17,39 m                                                                 | Helena Fibingerová 16,89 m                                                           | Alena Vitoulová 16,56 m                                                                        |
| Hod diskem     | Zdeňka Šilhavá 61,92 m                                                                 | Martina Polišenská 58,64 m                                                           | Olga Cinibulková 57,86 m                                                                       |
| Hod oštěpem    | Elena Révayová 56,26 m                                                                 | Elena Burgárová 52,74 m                                                              | Marie Fukalová 51,50 m                                                                         |
| Sedmiboj       | Helena Otáhalová 6034 bodů                                                             | Jana Vyštejnová 5548 bodů                                                            | Zuzana Mrákavová 5258 bodů                                                                     |
| Chůze na 10 km | Dana Vavřačová 45:20                                                                   | Zuzana Holveková 50:27                                                               | Jana Jergová 50:34                                                                             |